# علاقات بين الثقافات

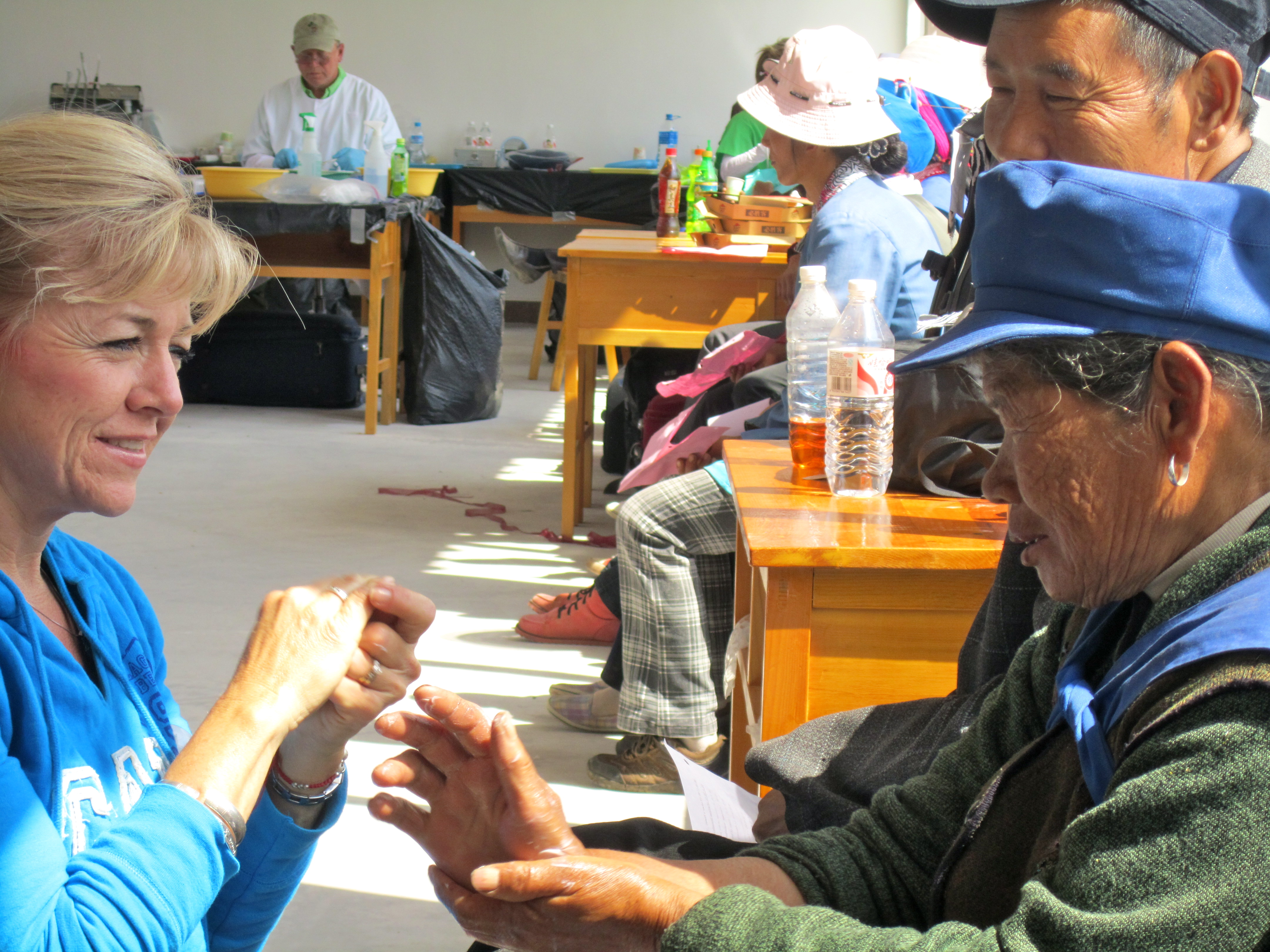
تفاعل بين الثقافات في مقاطعة يونان، الصين

العلاقات بين الثقافات، تعرف في بعض الأحيان بـ الدراسات بين الثقافات والحضارات، تعد أحد المجالات الرسمية الحديثة نسبيًا في دراسات العلوم الاجتماعية. وتعتبر تخصصًا عمليًا متعدد المجالات مصممًا لتدريب الطلاب على فهم غايات محددة خارجة عن ثقافتهم ونقلها وتحقيقها. وتتضمن العلاقات بين الثقافات، على الصعيد الأساسي، تعلم كيفية رؤية الذات والعالم من خلال أعين الآخرين. وتعتبر تخصصًا أوسع من كونه عميقًا، حيث يسعى لإعداد الطلاب للتفاعل مع الثقافات المماثلة لثقافتهم (على سبيل المثال، مجموعة اجتماعية اقتصادية منفصلة في الدولة) أو المختلفة كثيرًا عن ثقافتهم (على سبيل المثال، رجل أعمال أمريكي وسط مجتمع قبلي صغير بالأمازون).

## الطبيعة والتاريخ
تجمع دراسة العلاقات بين الثقافات العديد من التخصصات الأكاديمية المختلفة. وباعتبارها مجالًا، فإنها ترتبط بشكل وثيق تقريبًا بـ علم الإنسان (الأنثروبولوجيا) وعلم الاجتماع، بالرغم من أن برنامج درجة أكاديمية ما في العلاقات بين الثقافات أو الدراسات بين الثقافات قد يتضمن أيضًا دراسة التاريخ ومناهج البحث والدراسات المدنية والدراسات الجنسانية والصحة العامة والعديد من العلوم الطبيعية وتطورالإنسان والعلوم السياسية وعلم النفس واللغويات أو غير ذلك من التدريبات اللغوية. وغالبًا ما تُصمم البرامج بين الثقافات لترجمة هذه التخصصات الأكاديمية إلى مناهج تدريبية عملية. كما أن برامج الدراسات العليا من شأنها أن تُعِد الطلاب للبحث الأكاديمي والنشر. وعلى نحو خاص في عالم اليوم المتشعب ومتعدد الثقافات، يمكن للطلاب في مجال العلاقات بين الثقافات الاعتماد على تدريبهم في العديد من المجالات سواء على الصعيد العالمي أو المحلي، وغالبًا ما يستلزم ذلك البحث عن وظائف في مجالات الخدمة الاجتماعية والقانون وتنمية المجتمع والأعمال الدينية والتنمية المدنية.
وربما تعود أصول الاستخدام العملي للعلاقات الثقافية البينية متعددة المجالات إلى محاولة الإرساليات المسيحية ربط أسفار العهد الجديد بالثقافات الأخرى من خلال طرق فاعلة وأخلاقية وناجعة ثقافيًا. ويتم تقديم الكثير من برامج الدراسات بين الثقافات في المؤسسات الدينية كتدريب على أعمال الإرساليات ولموظفي التنمية الدولية المتحمسين دينيًا، ومن ثمّ، فإنها غالبًا ما تتضمن بعض التدريب في جانب الإلهيات والتبشير. ومع ذلك، ففي ظل عالم يتميز بـ العولمة المتزايدة، فإن النظام الأوسع نطاقًا يجذب الأفراد المنتمين للعديد من الخلفيات ممن لديهم أهداف وظيفية متعددة. وتمنح درجات البكالوريوس والماجستير في هذا التخصص.

## الموضوعات
بعض الموضوعات الرئيسية الدراسية هي:
- علم الإنسان وعلم الاجتماع
- نظرية الثقافة
- تنمية الكفاءة الثقافية
- تحليل النماذج الثقافية حول العالم
- أديان العالم
- الدراسات الجنسانية
- إستراتيجيات التكيف
- الاتصال بين الثقافات
- تدريس المهارات الاجتماعية لتقليل سوء التفاهم الثقافي
- منهجية البحث لإنتاج أعمال أكاديمية وزيادة الوصول إلى الثقافة
- اللغويات